# John Newton
John Newton (25. august 1822 – 1. maj 1895) var karriere ingeniørofficer i den amerikanske hær, general i Unionshæren under den amerikanske borgerkrig og senere leder af ingeniørkorpset.

## Tidlige år
Newton var født i Norfolk, Virginia, en by som hans far repræsenterede i USAs Kongres i 31 år. Han fik eksamen som nr. 2 fra West Point i 1842 og blev tildelt ingeniørkorpset. Han underviste i ingeniørkunst ved West Point i 1843-1846 og byggede befæstninger langs atlanterhavskysten og ved de Store søer 1846-1852. Han var medlem af en særlig Gulf Coast defense board (1856) og var overingeniør på Utah Ekspeditionen (1858).

## Borgerkrigen
Selv om han også var fra Virginia fulgte Newton ikke Robert E. Lee med stod fast bag Unionen. Newton hjalp til med at bygge forsvarsværkerne omkring Washington D.C. og førte en brigade i Peninsula kampagnen. I Marylandkampagnen, i slaget ved South Mountain, anførte han et bajonetangreb, som førte til at fjendens stilling blev erobret. Han kæmpede også i slaget ved Antietam.
Som divisionskommandør i VI Korps deltog han i slaget ved Fredericksburg. Efter dette karastrofale nederlag tog han og andre generaler til præsident Abraham Lincoln og meddelte ham, at de ikke havde tillid til den øverstkommanderende for Army of the Potomac geenralmajor Ambrose E. Burnside. Det var en af årsagerne til at Burnside blev erstattet i januar 1863, men det skadede samtidig Newton's karriere; hans udnævnelse til generalmajor den 30. marts 1863 blev trukket tilbage det følgende år, da hans involvering stod klar.
I Slaget ved Chancellorsville, blev Newton såret i Slaget ved Salem Church. I Slaget ved Gettysburg erstattede han den dræbte generalmajor John F. Reynolds som kommandør over I Korps og førte det gennem forsvaret mod Pickett's angreb. Han beholdt kommandoen over I Korps indtil Army of the Potomac blev reorganiseret i 1864 inden Generalløjtnant Ulysses S. Grant's Overland kampagne. I Korps blev opløst og Newton blev overført til Army of the Cumberland.
I Atlanta kampagnen, førte han 2nd Division i IV Korps, i generalmajor George H. Thomas's styrke. Han gjorde tjeneste under William T. Sherman, som satte stor pris på ham. I slaget ved Peachtree Creek forhindrede han en farlig konfødereret bevægelse mod Sherman og hans hurtigt opbyggede stilling tillod ham at afvise de konføderederes fremstød, en sejr som fik hans militære karriere tilbage på sporet.
Efter erobringen af Atlanta forlod Newton aktiv felttjeneste og overtog kommandoen over militærdistriktet Key West and the Tortugas under militærområdet i Golfen fra 1864 til 1866. Hans sidste kampagne førte til et nederlag i slaget ved Natural Bridge i Florida i marts 1865, hvilket midlertidigt tillod de konfødererede at fastholde kontrollen med statens hovedstad.

## Efter krigen
Da han kom tilbage til ingeniørkorpset overså Newton forbedringer af vandvejene omkring New York og Hudson floden ovenfor Albany. Han havde også ansvaret for befæstningerne i New York havn indtil han blev udpeget til chef for ingeniørkorpset i 1884. Han blev berømt for at være den, som sprængte New York's Hell Gate klippe med 140 ton dynamit den 10. oktober 1885. Han lod sig pensionere fra hæren i 1886 og gjorde tjeneste som inspektør af de offentlige værker i New York (1886–88), og som præsident for Panama Railroad Company (1888–95). Han døde i New York og ligger begravet på West Point National Cemetery.